# Щетинистый кролик
Щетинистый кролик (лат. Sylvilagus mansuetus) — один из видов американских кроликов (Sylvilagus) из отряда зайцеобразных.

## Описание
Щетинистый кролик — эндемик пустынного острова Сан-Хосе (Isla San José) площадью 170 км² в Калифорнийском заливе, являющегося частью мексиканского штата Южная Нижняя Калифорния. Этот вид тесно связан с S. bachmani, который обитает на материковой части Нижней Калифорнии, и некоторые специалисты считают его подвидом последнего. Вид был недавно был причислен к животным, находящимся в критическом состоянии Красном списке МСОП. Это связано с деградацией мест обитания, хищничеством одичавших кошек, антропогенным влиянием, в том числе и охотой, которые все совокупно привели к тому, что популяция в 1995—1996 годах сократилась.